# Diploglossus bilobatus

El Diploglossus bilobatus (O'Shaughnessy's Galliwasp, Green-sided Galliwasp, Celessius Bilobatus), conegut també com a "lagartija caimán manchada Arxivat 2016-11-17 a Wayback Machine.", és una espècie de rèptil de la família Diploglossidae i del gènere Doploglossus.
Inicialment es va identificar amb la família Anguidae però més tard, Marie-Firmin Bocourt el 1873, va determinar Diploglossidae com a família propia que comprèn tres espècies, Celestus, Diploglossus i Ophiodes.

## Descoberta
Va ser descrit per primera vegada a la revista londinenca Annals and Magazine of Natural history; zoology, botany, and geology per l'assistent del departament d'Història Natural del Museu Britànic, A. W. E O’Shaughnessy, qui el va anomenar Celessius Bilobatus.

## Distribució Geogràfica i hàbitat
Aquesta espècie es troba a Nicaragua, Costa Rica i Panamà, concretament s'ha vist a baixes altituds fins al 1800 metres d'altitud, sobretot en zones boscoses i ocasionalment prop de zones urbanitzades a cents de metres dels boscos.
És una espècie terrestre que principalment habita en boscos i plujosos.

## Descripció
Són llangardaixos d'extremitats curtes. Els adults poden arribar a fer fins a 127 mm. La cua és gairebé el doble de llarga que la resta del cos, i el cap es presenta ample distingint-se del coll. La part dorsal és color cafè que recorre el seu cos des del morro fins a la cua. Els costats tenen un fons verd groguenc amb punts blaus. El ventre és color celest.
No té plec gular. L'obertura òptica és més petita que l'ull i no té forats femorals. La superfície dorsal del cap està cobert per plaques simètriques. La resta del cos està cobert per escames cicloides llises i brillants de la mateixa mida.
És una espècie vivípara.

## Estatus de conservació
Segons un estudi fet a Panamà a l'agost de 2007 pel "Centro de Estudios de Recursos Bióticos, Universidad de Panamá", aquesta espècie endèmica regional i amenaçada per no trobar-se dins cap àrea protegida, té un rang de distribució global i nacional a Panamà, en perill per la seva raresa.

## Publicacions i enllaços externs
- Reptil Database, Diploglossus bilobatus (O'SHAUGHNESSY, 1874)
- Naturalista, O'Shaughnessy's Galliwasp (Diploglossus bilobatus)
- EOL Enciclopedia of Life, Diploglossus bilobatus O'SHAUGHNESSY 1874
- Revista de Biología Tropical, Rev. biol. trop vol.56 n.2 San José Jun. 2008, A new species of Celestus from west-central Panama, with consideration of the status of the genera of the Anguidae: Diploglossinae (Squamata)
- Serpientes y lagartijas de bosques naturales y cacaotales del bosque protector Palo Seco, Bocas del Toro, Panamá Arxivat 2016-11-17 a Wayback Machine.
- Boidiversidad costa Rica, Diploglossus bilobatus Arxivat 2016-11-17 a Wayback Machine.